# Braco-italiano
Braco-italiano[Nota] (em italiano:  bracco italiano) é uma raça canina oriunda da Itália. Também chamada de pointer italiano, esta é considerada uma das primeiras raças de cães apontadores nascida de cruzamentos entre sabujos, embora historiadores divirjam a respeito de seus locais de desenvolvimento. De certo para este braco é que ele foi usado em cruzamentos que deram origem a raças como vizsla e pointer francês, conquistando com isso o apreço da nobreza europeia e o apelido de "pai dos bracos". Caçadores de aves, estes caninos foram descritos pela primeira vez em documentos que datam do século XV, tendo seu padrão pouco modificado desde então. Famosos, estes cães inspiraram poesia e escultura, como a de Benvenuto Cellini, preservada no Museu do Louvre. Fisicamente, seus exemplares podem tem a cabeça estreita, o dorso musculoso e reto, e a pelagem curta, cerrada e brilhante - branca, ou branca com manchas em laranja, âmbar e marrom.